# Aloe scobinifolia
Aloe scobinifolia es una especie de Aloe pequeña, sin tallo que es originaria de Somalia.

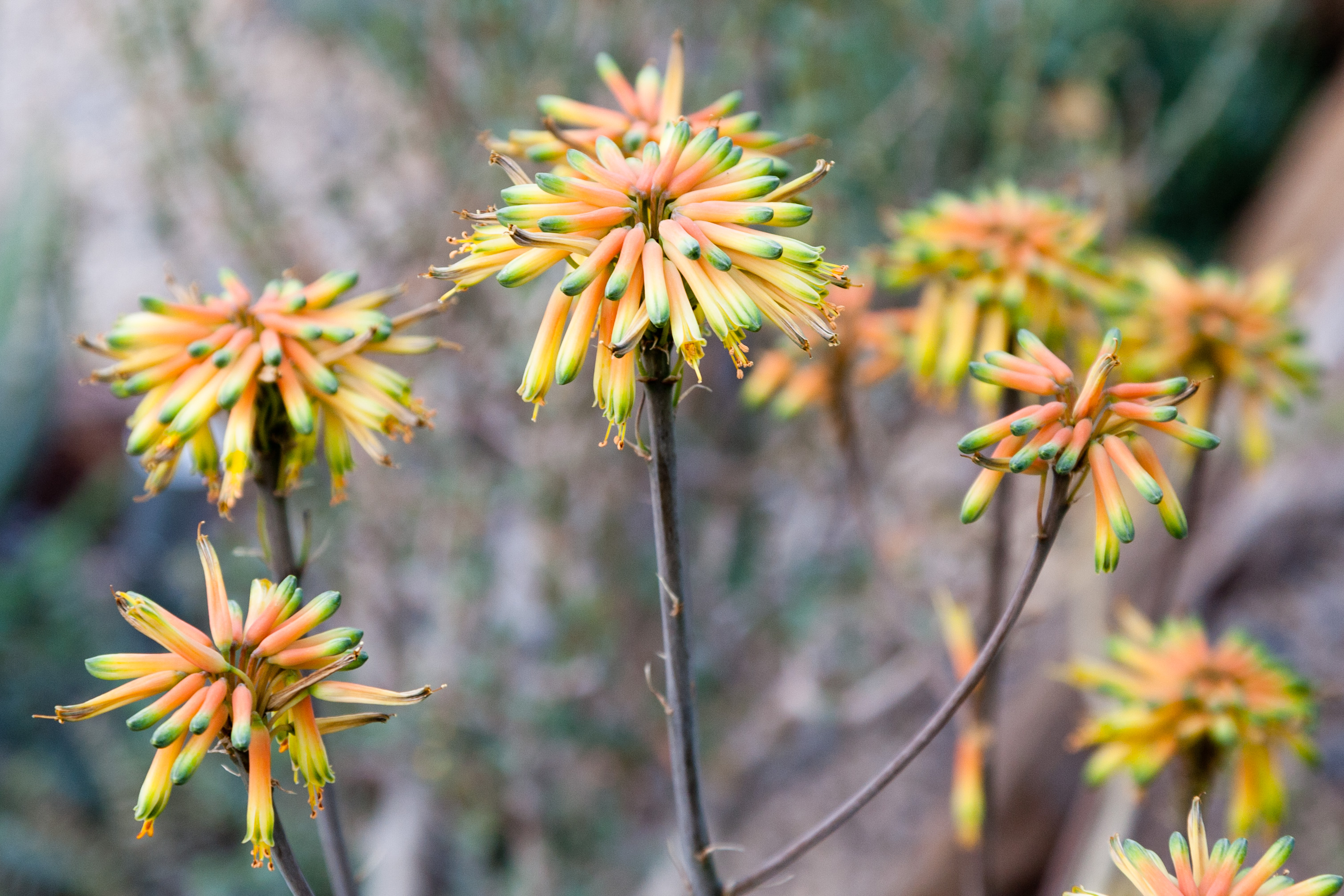
Inflorescencias

## Descripción
Aloe scobinifolia crece sin tallo o con un tronco corto, es simple y suele formar pequeños grupos. Las 16 a 20 hojas lanceoladas estrechas forman una densa roseta. La lámina es de color verde turbio y mide  30 cm de largo y 7 cm de ancho. Su parte superior termina en una espina. La superficie de la hoja es áspera. El margen brillante  de la hoja es muy estrecho, rosa y cartilaginoso.  El jugo de la hoja seca de color marrón oscuro. La inflorescencia alcanza una longitud de 60 a 70 centímetros. Las flores de color amarillo, naranja o roja, son de 22 milímetros de largo estrechadas en la base.  Sus tépalos exteriores no se fusionan. Los estambres sobresalen de 3 a 4 mm y la pluma sobresale 5 mm de la flor. El número de cromosomas es de 2n = 14.

## Taxonomía
Aloe scobinifolia fue descrita por Reynolds & P.R.O.Bally y publicado en Journal of South African Botany 24: 174. 1958.
Etimología
Ver: Aloe